# Пелашки мит о стварању свијета
Пелашки мит о стварању свијета је легенда о стварању свијета настала у народу који се називао Пелазги, у прехеленском добу матријархата, као дио монотеистичког религијског система у којем постоји једна врховна богиња која влада свијетом и другим божанским бићима.

## Мит
По пелашком миту о стварању свијета, у почетку се Еуринома, богиња свих ствари, подигла нага из хаоса и, не нашавши ништа чврсто на шта би стала, одвојила воду од неба, „играјући усамљена на таласима“. Тако је играла крећући се према југу, а вјетар који је стварала својом игром учинио јој се као нешто ново и нарочито, као надахнуће за стварање, те је узела тај сјеверни вјетар и протрљала га између руку, и као чудом тада се створила велика змија Офион.
Еуриноми је било хладно, и да би се загријала почела је да игра још јаче што је код Офиона изазвало пожуду па се обавио око њених божанских удова и спојио се с њом. Због тога се вјерује да сјеверни вјетар, Сјеверац, којег зову још и Бореј, оплођава женски род, и кобиле често окрећу своје задњице према вјетру и ждријебе се и без пастува.
Кад је затрудњела, Еуринома је узела лик голубице и, лежећи на таласима одређено вријеме, снијела свеопште јаје. Офион се на њену заповијест обавио око тог јајета седам пута и гријао га док се није распрснуло и из њега изашла Еуриномина дјеца - земља са свим стварима: Сунцем, Мјесецом, планетама и звијездама, планинама, ријекама, животињама и биљкама.
Испрва су Еуринома и Офион изабрали Олимп за свој заједнички дом, али послије неког времена Офион је почео да вријеђа Еуриному и да говори како је он сам створио читав свијет. Увријеђена, Еуринома га је згазила петом, избила му зубе и прогнала га у подземни свијет у мрачну пећину. Послије тога је створила седам планетарних сила и над сваком од њих поставила по једног Титана и једну Титанку; над Сунцем је поставила Теју и Хипериона и дала им моћ освјетљивања, над Мјесецом Фебу и Атланта и дала им моћ опчињавања, Диону и Крија над Марсом и дала им силу раста, Метиду и Кеја над планетом Меркур и дала им мудрост, Темиду и Еуримедонта над Јупитером и подарила им контролу над законом, Тетију и Океана над Венером и дала им моћ љубави и Реју и Хрона над Сатурном којима је подарила моћ мира.

## Анализа
Овај вјерски систем је настао у доба матријархата, када није било богова и свештеника, већ само главна богиња Еуринома и њене свештенице, пошто је жена била владајући пол, а мушкарац је представљао тек немоћну жртву жене. Чак се није признавало ни да мушкарац оплођује жену, него да жене заиста бивају оплођене сјеверним вјетром, или чак случајно, ако би појеле инсекта или пасуљ. Насљедство је преношено искључиво женском линијом, а змија се сматрала реинкарнацијом мртвих. Еуринома, „Велика луталица“, је у сумерској цивилизацији носила име Јаху, „Уважена голубица“, име које је касније пренесено у јеврејску религију у облику Јехове, творца. Мардук је на вавилонским прољећним играма симболично преполовио голубицу кад је увео нови свјетски поредак.
Офион, односно Бореј, је змија творац (демијург) у јеврејској и египатској митологији, а у раној умјетности Средоземља богиња се стално појављује у његовој пратњи. Пелазги, народ који је тврдио да је рођен из земље и да је настао од Офионових зуба, вјероватно су били неолитски људи, приспјели на грчко полуострво из Палестине негдје око 3500 година прије нове ере, а 700 година касније су их Хелени - досељеници из Мале Азије, приспјели преко Киклада - затекли на Пелопонезу. Име „Пелазги“ се, међутим, широко примјењивало на све народе који су живјели на грчком копну прије Хелена, тј. на домородачке прехеленске становнике. Тако, Страбон наводи Еурипида, који објашњава да су Пелазги прихватили назив Данајци, кад је Данај дошао у Арг са својим педесет кћерки. Њима се данас приписује и да су имали обичаје еротских оргија. Страбон у истом одјељку описује да су они који су живјели близу Атине били познати као „Пеларги“ („роде“); вјероватно им је рода била птица-тотем.